# Nipponcyrtus shibakawae
Nipponcyrtus shibakawae är en tvåvingeart som först beskrevs av Matsumura 1916.  Nipponcyrtus shibakawae ingår i släktet Nipponcyrtus och familjen kulflugor. Inga underarter finns listade i Catalogue of Life.